# Чаки Еткинс
Кенет Лејвон "Чаки" Еткинс (енгл. Kenneth Lavon "Chucky" Atkins; Орландо, Флорида, САД, 14. августа 1974) бивши је амерички кошаркаш. Играо је на позицији плејмејкера. Играо је за 9 различита НБА тима.

## Каријера
Након завршавања универзитетске каријере (1992—1996), Еткинс се пријавио на НБА драфт 1996. године, али без већег успеха будући да га није изабрао нити један тим. Након тог неуспеха играо је у сезони 1996—1997. за сада угашени Ла Крос Бобкетс у ККА након чега је одлучио да се окуша у Европи. 1997. потписује уговор са КК Цибона Загреб. У Цибони се задржао све до 1999. године када одлази у НБА тим Орландо меџик. У својој rookie сезони просечно је постизао 9,5 поена и 3,7 асистенције, али то му није превише помогло да остане на Флориди. Убрзо се преселио у тим Детроит пистонса у замену која је Гранта Хила одвела управо у Орландо. У дресу Пистонса је играо четири сезоне, средином сезоне 2003—2004. мењан је у Бостон селтиксе. Крајем сезоне 2003—2004. Еткинс је, као део велике замене која је одвела Гари Пејтона у Селтикс, мењан у Лос Анђелес лејкерсе. У сезони 2004—2005. Еткинс је стартовао у све 82 утакмице и просечно је постизао 13,6 поена, 2,4 скокова и 4,4 асистенције. По завршетку сезоне 2004—2005. Еткинс је мењан у Вашингтон визардсе заједно са Короном Батлером у замену за Квејма Брауна и Лерона Профита. 18. јануара 2006. управа Визардса откупила је остатак уговора па је исти отпуштен. Као слободан играч, Еткинс је већ 23. јануара потписао за Мемфис гризлисе као замена за повређеног Дејмона Стодемајера. Еткинс је брзо отпуштен па је у јулу 2007. потписао уговор са Денвер нагетсима. У сезони 2007—2008. са Нагетсима имао је великих проблема са брухом па је због тога остварио само 24 наступа.
7. јануара је мењан у Оклахома Сити тандер заједно са избором првог круга за Жоана Петру и због другог круга на НБА драфту 2009. године. 27. јула 2007. Еткинс је поново мењан, али овај пут у Минесота тимбервулвсе. Заједно са Еткинсом, у Минесоту, се преселио и Дамијен Вилкинс док је у Оклахому Сити преселио Ејтана Томаса и два будућа избора другог круга на драфту. 22. септембра је отпуштен од стране Вулвса, а дан касније је потписао негарантовани уговор са Детроит пистонсима. У тиму је одиграо 40 меча након чега је отпуштен. 27. септембра 2010. Еткинс је потписао уговор са Финикс сансима али је убрзо, већ 11. октобра, отпуштен. Након повлачења из професионалне кошаркашке каријере у 2011. години, Еткинс се посветио каријери тренера па је тако тренирао средњу школу у две сезоне 2012—2013. и 2013—2014. после чега је добио отказ уочи сезоне 2014—2015. након што је ухапшен под оптужбом за вожњу под утицајем два пута у року од три месеца.

## НБА статистике

### Регуларни део
| Година   | Клуб          | Одиг. ута. | Ута. поч. | Мин. | 2П (%) | 3П (%) | Сл. бац. (%) | Скок. | Асис. | Укр. лоп. | Блок. | Поена |
| -------- | ------------- | ---------- | --------- | ---- | ------ | ------ | ------------ | ----- | ----- | --------- | ----- | ----- |
| 1999/00. | Орландо       | 82         | 0         | 19.8 | .424   | .350   | .729         | 1.5   | 3.7   | .6        | .0    | 9.5   |
| 2000/01. | Детроит       | 81         | 75        | 29.2 | .399   | .357   | .692         | 2.1   | 4.1   | .8        | .1    | 12.0  |
| 2001/02. | Детроит       | 79         | 62        | 28.9 | .466   | .411   | .692         | 2.0   | 3.3   | .9        | .1    | 12.1  |
| 2002/03. | Детроит       | 65         | 7         | 21.5 | .361   | .355   | .816         | 1.5   | 2.7   | .4        | .1    | 7.1   |
| 2003/04. | Детроит       | 40         | 0         | 18.8 | .374   | .323   | .721         | 1.2   | 2.4   | .5        | .0    | 6.2   |
| 2003/04. | Бостон        | 24         | 24        | 33.0 | .418   | .351   | .778         | 1.9   | 5.3   | 1.1       | .0    | 12.0  |
| 2004/05. | Л.А. лејкерс  | 82         | 82        | 35.4 | .426   | .387   | .803         | 2.4   | 4.4   | .9        | .0    | 13.6  |
| 2005/06. | Вашингтон     | 28         | 2         | 19.7 | .379   | .359   | .710         | 1.6   | 2.5   | .5        | .0    | 6.7   |
| 2005/06. | Мемфис        | 43         | 39        | 27.0 | .401   | .352   | .811         | 1.7   | 3.0   | .7        | .1    | 11.4  |
| 2006/07. | Мемфис        | 75         | 23        | 27.5 | .434   | .379   | .810         | 1.9   | 4.6   | .7        | .1    | 13.2  |
| 2007/08. | Денвер        | 24         | 0         | 14.7 | .344   | .316   | .444         | 1.3   | 2.0   | .4        | .0    | 4.7   |
| 2008/09. | Денвер        | 14         | 0         | 8.2  | .333   | .294   | 1.000        | .4    | 2.0   | .1        | .1    | 1.9   |
| 2008/09. | Оклахома Сити | 18         | 0         | 16.6 | .291   | .250   | .917         | 1.0   | 1.7   | .4        | .1    | 3.9   |
| Укупно   |               | 655        | 314       | 25.4 | .413   | .366   | .768         | 1.8   | 3.5   | .7        | .0    | 10.2  |

### Доигравање
| Година   | Клуб    | Одиг. ута. | Ута. поч. | Мин. | 2П (%) | 3П (%) | Сл. бац. (%) | Скок. | Асист. | Укр. лоп. | Блок. | Поена |
| -------- | ------- | ---------- | --------- | ---- | ------ | ------ | ------------ | ----- | ------ | --------- | ----- | ----- |
| 2001/02. | Детроит | 10         | 10        | 29.4 | .364   | .359   | .765         | 2.4   | 3.4    | .6        | .1    | 11.3  |
| 2002/03. | Детроит | 17         | 3         | 18.4 | .352   | .367   | .808         | 1.2   | 1.5    | 1.0       | .0    | 6.1   |
| 2003/04. | Бостон  | 4          | 4         | 33.3 | .436   | .300   | .895         | 3.5   | 3.8    | .8        | .0    | 13.5  |
| 2005/06. | Мемфис  | 4          | 4         | 25.8 | .405   | .364   | .625         | .8    | 3.0    | .5        | .0    | 9.8   |
| 2007/08. | Денвер  | 1          | 0         | 3.0  | .000   | .000   | .000         | 1.0   | .0     | .0        | .0    | .0    |
| Укупно   |         | 36         | 21        | 23.5 | .374   | .355   | .800         | 1.7   | 2.4    | .8        | .0    | 8.6   |